# Maladie de Fabry
 Mise en garde médicale
La maladie de Fabry, ou syndrome de Ruiter-Pompen-Wyers est une maladie lysosomale génétique, liée au chromosome X, résultant d'un déficit enzymatique de l'alpha-galactosidase lysosomale avec accumulation de globotriaosylcéramide et de digalactosylceramide dans les cellules. 

## Liste des noms de la maladie
Cette maladie est désignée suivant divers noms suivant le pays : syndrome d'Anderson ou d'Anderson-Fabry, maladie de Fabry-Anderson ou Morbus Anderson-Fabry, syndrome de Ruiter-Pompen ou de Ruiter-Pompen-Wyers, maladie ou syndrome de Sweeley-Klionsky.

## Physiopathologie
La galactosidase est une enzyme dont la forme lysosomale A est déficitaire dans la maladie de Fabry. Sa synthèse est commandée par un gène nommé GLA situé sur le bras long du chromosome X. Son déficit conduit à l'accumulation intracellulaire de sphingolipides, particulièrement le globotriaosylceramide et la galactosylceramide, ce qui conduit à la plupart des symptômes.
Il existe près de 300 mutations connues de ce gène, toutes responsables de la maladie. Il semble cependant qu'un déficit important en enzymes soit nécessaire pour que le patient présente les signes de cette dernière. Il n'existe pas toujours une corrélation étroite entre le type de mutation et la présentation de la maladie, ce qui fait évoquer des causes autres qui n'ont pas encore été identifiées.

## Épidémiologie
C'est une maladie rare bien que probablement sous-évaluée (moins d'une naissance pour 50 000 garçons). Le tableau clinique chez les femmes est plus hétérogène que chez les hommes. Les femmes porteuses du gène muté peuvent en présenter des signes, d'apparition plus tardive et souvent moins graves. Pourtant, il existe aussi chez ces dernières des formes juvéniles et très précoces, sévères et dégénératives. Que cela soit chez les femmes ou les hommes, il existe très probablement des formes moins graves, ce qui fait que sa réelle prévalence est sous-estimée. La recherche systématique de la mutation chez le nouveau-né donne une fréquence de un cas sur 3 100 garçons mais, seul, le dixième des cas détectés présente un tableau typique.
La maladie est la cause d'un peu moins de 1 % des cardiomyopathies hypertrophiques.

## Signes
La forme classique survient chez le jeune garçon lorsque l'activité enzymatique est inférieure à 1 %. Les premiers signes commencent dans l'enfance ou l'adolescence par des crises douloureuses des extrémités (acroparesthésie, souvent très gênante), l'apparition de lésions vasculaires cutanées (angiokératomes se situant essentiellement sur le torse ou en péri-ombilical, avec des lésions spécifiques à l'examen microscopique d'une biopsie de peau), une baisse de la sécrétion de sueur (hypohidrose), des anomalies de la cornée (sans conséquence sur la vision), une cataracte et la présence de protéines dans les urines (protéinurie). Cette dernière est d'apparition plus tardive. Une insuffisance rénale s'installe avec un recours au rein artificiel entre 30 et 50 ans dans près de la moitié des cas.
Malgré un traitement bien conduit, la majorité des hommes auront des complications cardiovasculaires (essentiellement une hypertrophie ventriculaire gauche pouvant conduire à un tableau d'insuffisance cardiaque, dont le mécanisme n'est pas clair, la surcharge des cellules musculaires cardiaques en globotriaosylceramides étant modérée) ou cérébrales (accidents vasculaires cérébraux) responsables de la mortalité de cette pathologie. Cette atteinte cardiaque peut se traduire également par des troubles du rythme ventriculaire avec risque de mort subite.
Les femmes porteuses hétérozygotes auront une vie quasiment normale avec quelques manifestations au fur et à mesure de leur vieillissement. Rarement les complications seront aussi graves que dans la forme classique des hommes.
Les hommes avec une activité enzymatique supérieure à 1 % ont des manifestations cardiaques ou rénales. Les manifestations cardiaques commencent vers la soixantaine et comprennent une hypertrophie ventriculaire gauche, une insuffisance mitrale et/ou une cardiomyopathie et une protéinurie. Il n'y a généralement pas d'insuffisance rénale.
Une surdité partielle est décrite dans un peu moins d'un cinquième des cas même si l'audiogramme est perturbé dans trois-quarts des cas.
Les symptômes digestifs sont également fréquents, comportant nausées, douleurs abdominales, diarrhée…
Récemment une forme rénale avec insuffisance rénale mais sans lésion cutanée ou douleur vient d'être décrite.

## Diagnostic
Le diagnostic est très souvent retardé et le délai entre celui ci et les premiers signes peut atteindre plusieurs années.
Chez les hommes la façon la plus fiable de faire le diagnostic est la mesure de l'activité enzymatique de l'alpha-galactosidase dans les leucocytes.
La détection des femmes porteuses de la mutation par mesure de l'activité enzymatique de l'alpha-galactosidase n'est pas fiable. Seule la recherche de la mutation du gène GLA permet de détecter les porteuses. La détection de la mutation est possible dans près de 100 % des hommes malades. 
La concentration en globotriaosylceramide peut être mesurée : elle est élevée en présence de la maladie.
La recherche de la mutation responsable peut être utile pour détecter les porteuses chez les femmes.

## Traitement
L'administration d'Agalsidase-alpha ou bêta (un équivalent de synthèse par génie génétique de l'enzyme manquante) ralentirait significativement l'évolution de la maladie. Cette molécule a été mise sur le marché à partir de 2001 en Europe et deux ans plus tard aux États-Unis. Elle n'est que partiellement efficace sur les douleurs. Elle diminue également sensiblement les symptômes abdominaux. Un traitement prolongé par l'algasidase provoque l'apparition d'anticorps contre cette enzyme, ce qui pourrait en diminuer l'efficacité. 
Le migalastat, molécule se fixant et stabilisant l'alpha-galactosidase, se révèle d'efficacité décevante.
Un traitement anti-douleur, pouvant aller jusqu'aux morphiniques, est parfois nécessaire.
L'utilisation d'un inhibiteur de l'enzyme de conversion ou d'un antagoniste des récepteurs de l'angiotensine II, en complément du traitement enzymatique, permet de diminuer la protéinurie. En cas d'insuffisance rénale sévère, une hémodialyse doit être mise en route. Une transplantation rénale est possible.
Des recommandations sur la prise en charge de la maladie de Fabry ont été publiées en 2006 par le Collège américain de génétique.

## Associations
- Maladie de Fabry Association de patients des malades de Fabry et autres maladies lysosomalesVaincre les Maladies Lysosomales
- (fr) Association pour l'Information et la Recherche sur les maladies Rénales Génétiques (AIRG)
- Association des patients de la maladie de Fabry